# Арапбаева, Маржан Умирзаковна
Маржан Умирзаковна Арапбаева (каз. Маржан Өмірзаққызы Арапбаева, род. 7 февраля 1978; Шымкент, Абайский район, Казахская ССР) — казахстанская известная эстрадная певица, композитор. Победительница молодёжного конкурса «Жас Канат» (2002). Заслуженный деятель Казахстана (2017).

## Биография

### Детство и школьные годы
Маржан родилась в обычной семье. C юных лет мечтала выступать на сцене, как певица, покорить сердца поклонников и стать знаменитой. Уже в 14 лет девочка приняла участие в музыкальном конкурсе «Поющий цыпленок» и с того времени её закружил водоворот творческой жизни.

### Юность и молодость
Окончив школу Маржан Арапбаева поступила в один из престижных вузов страны на музыкальный факультет. Её голос и слух преподаватели не могли не отметить. Девушка училась хорошо и верила в свое знаменитое будущее. После студенческой жизни, Маржан с головой окунулась в музыкальную деятельность. Выступала, принимала участие в различных конкурсах и удостаивалась наград за свой талант. В 2002 году певица отлично выступила на мероприятии «Молодое крыло» и на фестивале «Голос Азии». Её творческий талант был отмечен призом от Президента Казахстана.
Настоящая популярность к Маржан Арапбаевой пришла в 2003 году, после участия ещё в одном конкурсе. Далее девушка становилась лауреатом фестивалей и дошла до участия в шоу-программах, в таких как «Добрый вечер, Астана!» и «Третья смена».

## Творчество
Свое творчество Маржан разделяет на сольную деятельность и дуэтную. Самые популярные дуэтные композиции: «Қыздар мен Жігіттер», а ещё выступления с Кайратом Баекенова, Сакеном Майгазиевым и Еркином Мауленом.

## Награды
- 2002 — Премия «Человек года» Кызылординской области
- Обладатель главного Приза конкурса «Қазақ әндері» в рамках международного конкурса «Азия дауысы» (2004);
- Лауреат международного конкурса «Жаңа толқын» (новая волна);
- 2017 — Указом Президента Республики Казахстан от 5 декабря 2017 года награждена почётным званием «Заслуженный деятель Республики Казахстан» (каз. Қазақстанның еңбек сіңірген қайраткері)[2]